# Crocidura baluensis
Crocidura baluensis is een spitsmuis uit het geslacht Crocidura die voorkomt op Borneo. Daar is hij tot nu toe slechts met zekerheid bekend van Gunung Kinabalu (Sabah) op 1600 tot 3700 m hoogte. Een beschadigde schedel uit Sarawak in het British Museum of Natural History vertegenwoordigt mogelijk ook C. baluensis. De exacte grenzen met de op kleinere hoogten voorkomende C. foetida zijn onzeker, mede omdat deze soorten tot de jaren 90 vaak met elkaar verward werden.
C. baluensis is de grootste spitsmuis van Borneo. Hij kan van C. foetida onderscheiden worden door een aantal kenmerken: C. baluensis heeft langere haren, minder borstelharen op de staart, relatief grotere voeten en minder contrast tussen rug- en buikvacht. De rugvacht is zwartachtig, de buikvacht zilverkleurig. De kop-romplengte bedraagt 90 tot 110 mm, de staartlengte 62 tot 85 mm, de achtervoetlengte 15,2 tot 17,5 mm en de schedellengte 24,6 tot 25,4 mm.
aleksandrisi ·
allex ·
andamanensis ·
ansellorum ·
arabica ·
arispa ·
armenica ·
attenuata ·
attila ·
baileyi ·
baluensis ·
batakorum ·
batesi ·
beatus ·
beccarii ·
bottegi ·
bottegoides ·
brunnea ·
buettikoferi ·
caliginea ·
canariensis ·
caspica ·
cinderella ·
congobelgica ·
crenata ·
crossei ·
cyanea ·
denti ·
desperata ·
dhofarensis ·
dolichura ·
douceti ·
dsinezumi ·
eisentrauti ·
elgonius ·
elongata ·
erica ·
fischeri ·
flavescens ·
floweri ·
foetida ·
foxi ·
fuliginosa ·
fulvastra ·
fumosa ·
fuscomurina ·
glassi ·
gmelini ·
goliath ·
gracilipes ·
grandiceps ·
grandis ·
grassei ·
grayi ·
greenwoodi ·
harenna ·
hildegardeae ·
hilliana ·
hirta ·
hispida ·
horsfieldii ·
hutanis ·
indochinensis ·
jacksoni ·
jenkinsi ·
jouvenetae ·
katinka ·
kegoensis ·
kivuana ·
lamottei ·
lanosa ·
lasiura ·
latona ·
lea ·
lepidura ·
leucodon ·
levicula ·
littoralis ·
longipes ·
lucina ·
ludia ·
luna ·
lusitania ·
macarthuri ·
macmillani ·
macowi ·
malayana ·
manengubae ·
maquassiensis ·
mariquensis ·
maurisca ·
maxi ·
mindorus ·
miya ·
monax ·
monticola ·
montis ·
muricauda ·
musseri ·
mutesae ·
nana ·
nanilla ·
negligens ·
negrina ·
nicobarica ·
nigeriae ·
nigricans ·
nigripes ·
nigrofusca ·
nimbae ·
niobe ·
obscurior ·
olivieri ·
orientalis ·
orii ·
pachyura ·
palawanensis ·
panayensis ·
paradoxura ·
parvipes ·
pasha ·
pergrisea ·
phaeura ·
phuquocensis ·
picea ·
pitmani ·
planiceps ·
poensis ·
polia ·
pullata ·
raineyi ·
ramona ·
rapax ·
religiosa ·
rhoditis ·
roosevelti ·
russula ·
selina ·
serezkyensis ·
shantungensis ·
sibirica ·
sicula ·
silacea ·
smithii ·
sokolovi ·
somalica ·
stenocephala ·
suaveolens ·
susiana ·
tanakae ·
tansaniana ·
tarella ·
tarfayensis ·
telfordi ·
tenuis ·
thalia ·
theresae ·
thomensis ·
trichura ·
turba ·
ultima ·
usambarae ·
viaria ·
virgata ·
voi ·
vorax ·
vosmaeri ·
watasei ·
whitakeri ·
wimmeri ·
wuchihensis ·
xantippe ·
yankariensis ·
zaitsevi ·
zaphiri ·
zarudnyi ·
zimmeri ·
zimmermanni